# Chaswe Nsofwa
Chaswe Nsofwa (Lusaca, 22 de outubro de 1978 - Bersebá, 29 de agosto de 2007) foi um futebolista zambiano que atuava como atacante. 

## Carreira
Iniciou sua carreira no Zanaco, em 1999, tendo atuado pela equipe até 2002, quando assinou com o Krylya Sovetov Samara, disputando apenas 2 jogos - pelo time reserva, entrou em campo 4 vezes e marcou 2 gols. Voltou ao Zanaco em 2003, conquistando um Campeonato Nacional no mesmo ano.
Atuou também por Green Buffaloes, Telekom Malaysia e Hapoel Be'er Sheva. 

## Morte
Durante um jogo-treino pelo Hapoel Be'er Sheva, Nsofwa sofreu um ataque cardíaco. Levado ao Soroka Medical Center 40 minutos depois, o atacante não resistiu e faleceu aos 28 anos. Em homenagem a Nsofwa, o Hapoel Be'er Sheva aposentou a camisa 6.
Nsofwa foi enterrado no cemitério Old Leopards Hill, em Lusaca.

## Seleção
atuou em 25 partidas pela Seleção Zambiana entre 2000 e 2006 (disputou a Copa Africana de Nações de 2002).[carece de fontes?]

## Links
- Chaswe Nsofwa em National-Football-Teams.com